# Rachiplusia tenaculum
Rachiplusia tenaculum är en fjärilsart som beskrevs av Achille Guenée 1852. Rachiplusia tenaculum ingår i släktet Rachiplusia och familjen nattflyn. Inga underarter finns listade.